# Municipio de Stockton-on-Tees
Stockton-on-Tees es una autoridad unitaria con el estatus de municipio, ubicada en los condados ceremoniales de Durham y Yorkshire del Norte, en Inglaterra (Reino Unido).

## Geografía
Según la Oficina Nacional de Estadística británica, Stockton-on-Tees tiene una superficie de 203,9 km².

## Demografía
Según el censo de 2001, Stockton-on-Tees tenía 178 408 habitantes (48,83% varones, 51,17% mujeres) y una densidad de población de 874,98 hab/km². El 21,13% eran menores de 16 años, el 72,51% tenían entre 16 y 74, y el 6,36% eran mayores de 74. La media de edad era de 37,97 años. 
Según su grupo étnico, el 97,24% de los habitantes eran blancos, el 0,56% mestizos, el 1,73% asiáticos, el 0,14% negros, el 0,16% chinos, y el 0,16% de cualquier otro. La mayor parte (97%) eran originarios del Reino Unido. El resto de países europeos englobaban al 1,03% de la población, mientras que el 0,44% había nacido en África, el 1,22% en Asia, el 0,17% en América del Norte, el 0,02% en América del Sur, el 0,1% en Oceanía, y el 0,03% en cualquier otro lugar. El cristianismo era profesado por el 81,58%, el budismo por el 0,12%, el hinduismo por el 0,18%, el judaísmo por el 0,03%, el islam por el 1,42%, el sijismo por el 0,21%, y cualquier otra por el 0,1%. El 10,01% no eran religiosos y el 6,34% no marcaron ninguna opción en el censo.